# 오렌지강 식민지
오렌지강 식민지는 대영제국이 제2차 보어 전쟁 중에 독립 국가였던 오렌지 자유국을 점령하고(1900년), 1902년 식민지로서 합병하여 형성되었다. 베르니어헝 평화 조약에 의해 트란스발과 오렌지 자유국은 식민화되었고 1910년까지 존속하다가 1910년 5월 31일 남아프리카 연방으로 케이프 식민지, 트란스발 식민지, 나탈 식민지와 함께 통합되면서 연방의 통합 주인 오렌지 자유국주가 되면서 소멸되었다.

## 역사
제2차 보어 전쟁이 진행되는 동안 키치너 장군이 지휘하는 영국군은 초토화 작전의 성과를 거두며 오렌지 자유국의 영토에 들어서기 시작했고 1900년 5월 28일에는 드디어 수도인 블룸폰테인을 점령했다. 1900년 10월 6일 영국 정부는 공식적으로 오렌지 자유국의 영토를 대영제국에 병합한다고 선포하였다. 영국은 자유국 전체를 합병했다고 했으나, 아직은 완벽하게 자유국의 군대를 무찌르게 하지도, 전체 영토를 완전히 점령한 것도 아니었다.
사실 오렌지 자유국의 정부는 전쟁 초기에 크룬스탠드로 옮긴 상태였고, 오렌지 자유국의 보어 인들 관점에서는 그들의 주권은 1902년 5월 31일 베르니어헝 조약에 의해 상실되었다고 생각했다.
그리하여 1900년 10월 6일부터 1902년 5월 31일 베르니깅 평화조약이 맺어지기 전까지 오렌지 자유국의 땅에는 2개의 정부-오렌지강 식민지와 오렌지 자유국이 존재했고 보어인 쪽 즉 오렌지 자유국은 자유국의 대통령인 마르티누스 테우니스 스테인이 1902년 5월 30일까지 그들을 지휘했다. 5월 30일에는 크리스티안 데 웨트 장군이 그를 대리해서 남은 하루동안 보어인들을 통치했다.
영국은 1901년 1월 4일 알프레드 밀너 경을 오렌지강 식민지의 초대 총독으로 지명하고, 헤밀턴 존 굴드-아담스를 부총독으로 지명했다. 이들은 1902년 6월 2부터 실질적인 권리를 가졌으며, 1902년부터 1910년까지는 한명의 총독이 다스렸다.
- 알프레드 미일르너, 1902년 6월 21일부터 1905년 4월 1일까지
- 윌리엄 팔머, 1905년 4월 2일부터 1907년 6월 7일
- 해밀턴 존 굴드-아담스, 1907년 6월 7일부터 1910년 5월 31일

## 자치 실시
1904년경, 오렌지강 식민지 내부에서는 자치를 요구하는 목소리가 나오기 시작했다. 오렌지 연합당이라는 정당은 몇달의 준비기간을 걸쳐서 1906년 5월 공식적으로 출범하였다. 헷 볼크 당도 1905년 1월 출범함 상태였다. 이들은 아프리카너인들의 정신을 바탕으로 범아프리카너 인들의 정치활동을 부추겼고, 그리하여 이 두 단체의 목표도 비슷하였다. 이들의 목적은 아프리카너들이 국가와 사회에서 안정된 지위를 보장받게 하는 것이었다. 오렌지 연합당의 당수였던 아브라함 피셔는 보어 전쟁 전의, 영국 출신의 오렌지 자유국 정치인이었고, 보어 전쟁 중에는 보어인 공화국들의 외교 대표였다. 아브라함 피셔 외에도 크리스티안 데 베트 장군과 마르티누스 테우니스 스테인 전 대통령도 당의 일원이었다.
또 다른 당으로는 헌법당이 있었다. 헌법당은 영국 지배하에 있던 중산층 시민들의 모임이었다. 당수는 존 G. 프레이저였고, 그는 제 2차 보어 전쟁 전에 오렌지 자유국의 의회 의원이었다. 그들은 블룸폰테인에서는 상당한 영향력과 많은 당원을 거느리고 있었으나, 블룸폰테인 밖에서는 큰 영향력이 없었다. 지금까지 언급했던 당들은 거의 비슷한 목표 즉 위에서 언급했던 보어인들의 지위 확보이지만, 다른 점은 서로 영국의 오렌지 자유국 병합에 대한 의견이 달랐다는 것이다.
1905년 윌리엄 팔머가 알프레드 밀너 후임으로 오렌지강 식민지와 트란스발 식민지의 총독이자 남아프리카 고등 판무관으로 왔다. 그는 보어 공화국들에게 자치를 할 수 있는 길을 열어주었다. 영국의 자유당이 1905년 12월 집권하자, 이 계획은 더욱 빨라져서 트란스발과 오렌지강 식민지의 자치 계획은 지연 없이 계속되었다. 셀본은 상황을 바꾸어 보는 자치 정부에 대한 실험을 하였고, 그 결과는 성공이었다. 그는 1907년 6월 오렌지강 식민지의 정부를 자치정부로 바꾸고 총독직에서 물러난다. 그는 남아프리카 연방이 탄생하기 하루 전까지 다른 관리 직을 맡고 있었다.
1907년 선거가 치루어졌고 식민지의 자치정부는 1907년 11월 27에 형성되었다. 아브라함 피셔는 초대이자, 마지막인 오렌지강 식민지의 수상이 되었고, 의회는 29명의 오렌지 연합당의 의원과 5명의 헌법당 의원, 4명은 무소속이었다. 피셔의 내각은 다음과 같은 사람으로 구성되었다:
- J. B. M. 헤르초흐, 법무 장관, 교육 임원 (나중에 남아프리카 연방의 3대 수상이 됨)
- A.E.W. 람스보톰, 회계 담당자
- 크리스티안 데 베트, 농림성 장관
- 코넬리우스 허마누스 베젤즈, 국가 사업성 장관

## 남아프리카 연방으로 통일
1908년 5월, 오렌지강 식민지는 프리토리아와 케이프 타운에서 남아프리카에 있는 다른 영국 식민지와 회담을 하여서 기존의 관세법을 개정하고 철도 요금을 변경하지 않기로 결정하였다. 이는 남아프리카에 있는 영국 식민지들이 더욱 가까워지는 결과를 낳았고 남아프리카 연방이 탄생하는 뼈대를 형성한다. 이 회담에서 과거 오렌지 자유국의 대통령인 마르티누스 테우니스 스테인이 참가하여 회의를 이끌었고, 이 4개 자치 식민지의 단합이 거론되기 시작했다. 1910년 5월 31일 드디어 이 식민지들은 남아프리카 연방으로 통일되게 되고, 각 식민지는 주의 형식으로- 케이프 식민지는 케이프주로, 나탈 식민지는 나탈주로, 트란스발 식민지는 트란스발주로, 오렌지강 식민지는 오렌지 자유국주로 통합되었다.

## 같이 보기
- 오렌지 자유국주
- 오렌지강
- 대영 제국
- 남아프리카 연방
- 보어 전쟁

## 참고
- WorldStatesmen- SouthAfrica